# انتخابات الرئاسة الأمريكية 1796
الانتخابات الرئاسية الأمريكية 1796 هي الانتخابات الرئاسية الأمريكية التي جرت في 21 يونيو 1796، لانتخاب رئيس الولايات المتحدة، فاز بالانتخابات جون آدامز.

## المرشحين
| المرشح    | الحزب | عدد الأصوات |
| --------- | ----- | ----------- |
| جون آدامز |       |             |